# Catoblepia flemmingi
Catoblepia flemmingi är en fjärilsart som beskrevs av Rothschild 1916. Catoblepia flemmingi ingår i släktet Catoblepia och familjen praktfjärilar. Inga underarter finns listade i Catalogue of Life.